# خوان مانويل سالغيرو
خوان مانويل سالغيرو (بالإسبانية: Juan Manuel Salgueiro)‏ (3 أبريل 1983 بمونتفيدو في الأوروغواي - ) هو لاعب كرة قدم أوروغواني في مركز الهجوم. لعب مع أوليمبيا أسونسيون وإستوديانتيس دي لا بلاتا وريال مورسيا ونادي تولوكا ونادي دانوبيو ونادي سان لورينزو ونادي ميلوناريوس ونادي نيكاكسا وليجا دي كويتو.

## روابط خارجية
- خوان مانويل سالغيرو على موقع الاتحاد الدولي (مؤرشف)  (الإنجليزية)
- خوان مانويل سالغيرو على موقع إي إس بي إن إف سي (الإنجليزية)
- خوان مانويل سالغيرو على موقع قاعدة بيانات كرة القدم.إي يو (الإنجليزية)
- خوان مانويل سالغيرو على موقع Soccerway.com (الإنجليزية)